# Liste der Kulturdenkmäler in Kaisersesch
In der Liste der Kulturdenkmäler in Kaisersesch sind alle Kulturdenkmäler der rheinland-pfälzischen Stadt Kaisersesch aufgeführt. Grundlage ist die Denkmalliste des Landes Rheinland-Pfalz (Stand: 21. September 2023).

## Denkmalzonen
| Bezeichnung                    | Lage                                                 | Baujahr                 | Beschreibung                                                                                 | Bild                           |
| ------------------------------ | ---------------------------------------------------- | ----------------------- | -------------------------------------------------------------------------------------------- | ------------------------------ |
| Denkmalzone Alter Friedhof     | Pankratiusstraße Lage                                | 18. und 19. Jahrhundert | Kapelle, neugotischer Backsteinsaalbau, 19. Jahrhundert; Grabsteine, 18. und 19. Jahrhundert | BW                             |
| Denkmalzone Jüdischer Friedhof | südlich der Stadt an der L 98 (Cochemer Straße) Lage | 1920                    | 22 Grabsteine von 1920 bis 1941                                                              | weitere Bilder Fotos hochladen |

## Einzeldenkmäler
| Bezeichnung                                  | Lage                                          | Baujahr         | Beschreibung | Bild                           |
| -------------------------------------------- | --------------------------------------------- | --------------- | --- | ------------------------------ |
| Waldkapelle „Zur schmerzhaften Muttergottes“ | Auf der Wacht Lage                            | 1796            | Putzbau, einseitig abgewalmtes Satteldach, bezeichnet 1796 und 1833                                                               | weitere Bilder Fotos hochladen |
| Katholische Pfarrkirche St. Pankratius       | Balduinstraße Lage                            | 1898–1900       | neuromanische Stufenhalle, 1898–1900, Architekt Lambert von Fisenne, Gelsenkirchen, Flankenturm vom Anfang des 14. Jahrhunderts   | weitere Bilder Fotos hochladen |
| Altes Gefängnis                              | Balduinstraße 7 Lage                          |                 | Burgmannenhaus, im Kern mittelalterlich (Amtshaus des Amtes Kaisersesch); Teile der alten Mauer                                   | Fotos hochladen                |
| Stadtmauerturm                               | Hinter der Mauer, zwischen Nr. 12 und 14 Lage |                 | Rundturm der in geringen Resten erhaltenen Stadtbefestigung                                                                       | Fotos hochladen                |
| Alte Schule                                  | Koblenzer Straße 17/19 Lage                   | ab 1836         | ehemalige Schule, jetzt Bürgerhaus; Zweiflügelbau, ab 1836, Architekt Johann Claudius von Lassaulx, Koblenz; Lehrerwohnhaus, 1901 | Fotos hochladen                |
| Hofanlage                                    | Koblenzer Straße 46 Lage                      | 18. Jahrhundert | Hofreite, 18. Jahrhundert; Fachwerkhaus, teilweise massiv, verputzt                                                               | BW                             |
| Wohnhaus                                     | Koblenzer Straße 48 Lage                      | 16. Jahrhundert | Fachwerkhaus, teilweise massiv oder verschiefert, 17. Jahrhundert, im Kern wohl aus dem 16. Jahrhundert; Gesamtanlage mit Scheune | BW                             |
| Villa                                        | Masburger Straße 33 Lage                      | 1928            | Walmdach-Villa, 1928, Architekt Otto Finé; Gesamtanlage mit Garten                                                                | BW                             |
| Relief                                       | Von-der-Leyen-Straße, Ecke Höfchen Lage       |                 | Reliefstein | BW                             |